# 格氏視星鯰
格氏視星鯰（學名：Astroblepus grixalvii）為輻鰭魚綱鯰形目視星鯰科的其中一種，為熱帶淡水魚，分布於南美洲馬格達萊納河流域，體長可達30公分，棲息在水流快速的溪流底層水域，生活習性不明，可做為食用魚。

## 扩展阅读
維基物種上的相關：格氏視星鯰